# Guillaume (cratère)
Pour les articles homonymes, voir Guillaume.
Guillaume est un cratère lunaire situé sur la face cachée de la Lune. Les bords du cratère ont été déformés par des impacts ultérieurs notamment par plusieurs craterlets dans sa partie nord-est. L'ensemble du cratère est grandement raviné et érodé. Le cratère Guillaume est situé au sud-est des deux cratères Perkin et Debye. Dans les environs se trouvent les cratères D'Alembert et Langevin. 
En 1979, l'Union astronomique internationale lui a attribué le nom de Guillaume en l'honneur du physicien suisse Charles Édouard Guillaume, Prix Nobel de physique en 1920.
Par convention, les cratères satellites sont identifiés sur les cartes lunaires en plaçant la lettre sur le côté du point central du cratère qui est le plus proche de Guillaume.
| Guillaume | Latitude | Longitude | Diamètre |
| --------- | -------- | --------- | -------- |
| B         | 47.3° N  | 172.6° W  | 26 km    |
| D         | 46.6° N  | 170.5° W  | 26 km    |
| F         | 45.4° N  | 169.4° W  | 33 km    |
| J         | 43.7° N  | 170.6° W  | 17 km    |